# Cyphon amaurus
Cyphon amaurus es una especie de coleóptero de la familia Scirtidae.

## Distribución geográfica
Habita en la India.